# Wulfpäck
Wulfpäck ist eine deutsche Thrash-Metal-Band.

## Geschichte
Die Band wurde 2013 in Coburg als Quartett gegründet und veröffentlichte im gleichen Jahr die Demoaufnahme Enter the Pack. Am 11. Oktober 2014 erschien im Selbstverlag bzw. via Bandcamp die EP Pork.
Im März 2016 ging die Band ins Studio, um fünf Stücke für eine neuerliche EP aufzunehmen. Ende 2016 verließen jedoch zwei Gründungsmitglieder die Gruppe und ein neuer Schlagzeuger stieß hinzu. Im Folgejahr nahm das Trio fünf weitere Stücke auf. Im Sommer 2018 brachte Violent Creek Records die zehn Nummern als vollwertiges Musikalbum War Ain't Over! auf den Markt. Als verantwortlicher Produzent agierte Vagelis Maranis (u. a. Traitor), der auch Bass-Spuren und Gast-Gitarren-Soli einspielte. Das Schlagzeug übernahm Stefan Dittrich als Gastmusiker.
Im Juli 2018, rund einen Monat vor dem Erscheinen des Albums, veröffentlichte die Band zu dem Song Cannabusiness ihr erstes Video, in welchem Lorenz Kandolf von der Band Traitor am Bass zu sehen ist.
Im Dezember 2018 gab die Band bekannt, dass Lorenz Kandolf von nun an fester Bassist bei Wulfpäck und dass Armano Persau der neue Schlagzeuger der Gruppe ist.

## Stil
Die Band spielt „klassischen Thrash der Neuzeit, verknüpft mit Hardcore Parts, in Anlehnung an die Helden von damals“, womit „diverse Bay-Area-Acts“ gemeint sind.  Konkret setzt die Band auf „feinstes High-Speed-Riffing“, bei dem „coole Groove-Passagen“ für Auflockerung sorgen. Als Referenzen werden dabei wiederholt Nuclear Assault und Municipal Waste genannt. Zudem fallen auch die Namen von Traitor und Lost Society bzw. Megadeth und D.R.I.
Der Gesang erinnert stellenweise an Marcel „Schmier“ Schirmer von Destruction, bei den Texten zeigt sich die Gruppe hauptsächlich sozialkritisch.

## Rezeption
Zum Debütalbum War Ain't Over hielt der Rezensent von metal.de fest:

„Wer auch nur im entferntesten etwas für Crossover Thrash übrig hat, darf sich diese Scheibe nicht entgehen lassen“

Ähnlich positiv äußerte sich Jürgen Tschamler von streetclip.de:

„WULFPÄCK ist ein beeindruckendes Thrash Metal-Debüt gelungen, das sicher keinen Innovationspreis erhält, aber aufgrund seiner rasanten sowie brachialen Spielweise ein echtes Juwel der deutschen Thrash Metal-Szene darstellt.“

## Diskografie
- 2013: Enter the Pack (Demo)
- 2014: Pork (EP, Selbstverlag)
- 2018: War Ain’t Over! (Album, Violent Creek Records)